# Englewood (Chicago)

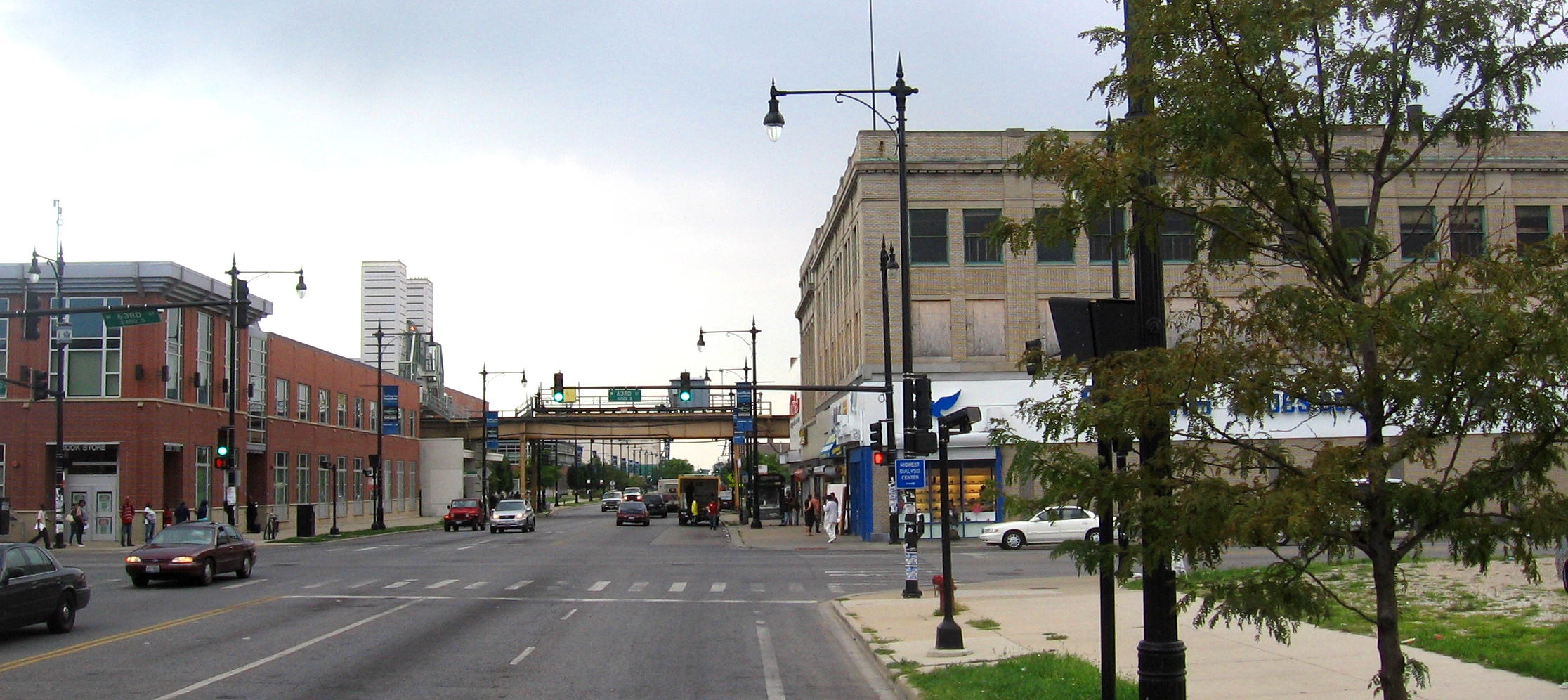
Chicagská čtvrť Engelwood - křižovatka ulic 63rd street a Halsted street

Administrativní členění města

Englewood je jednou ze 77 čtvrtí (společenskou oblastí, anglicky: community area) amerického města Chicaga.
Ve vrcholném období zde žilo 97 595 obyvatel (dle sčítání obyvatel z roku 1960). Englewood se od té doby postupně vylidňuje – v roce 1990 zde žilo přes 48 000 obyvatel, v roce 2000 cca 40 000 obyvatel a podle posledního sčítání z roku 2010 zde žije pouze asi 30 000 obyvatel. Zároveň se proměnilo i rasové rozložení obyvatelstva (97 % tvoří černoši, 1 % hispánci a 0,3 % bílí).
Englewood je neblaze proslulý vysokou kriminalitou. Mezi lednem a dubnem 1991 se zde odehrálo 81 vražd.